# Giovanni Battista Lucini (letterato)
Giovanni Battista Lucini (Ancona, 1639 – Roma, 26 marzo 1709) è stato un avvocato, letterato e librettista italiano.

## Biografia
Formatosi ad Ancona dove era nato, chierico e patrizio anconetano, diventò dottore in legge a Macerata. Trasferitosi a Roma all'età di 36 anni presso la Curia romana, fu nominato in seguito giudice di Rota di Roma, luogotenente civile e criminale a Fano, primo giudice collaterale di Campidoglio.
A Roma frequentò l'effervescente ambiente letterario della città. Fu Accademico Umorista, membro dell'Accademia dei Disuniti, pastore arcadico con lo pseudonimo di Iola Creteo
In occasione della vittoria nella celebre Battaglia di Vienna dell'esercito polacco-austro-tedesco comandato dal re polacco Jan III Sobieski contro l'esercito dell'Impero ottomano guidato dal Gran Visir Merzifonlu Kara Mustafa Pasha compose un'orazione in latino dal titolo Oratio de Vienna ab arctissima Turcarum obsidione liberata sub augustissimo Leopoldo Caesare che recitò lui stesso all'Accademia degli Umoristi il 3 ottobre del 1683.
Un'altra celebre orazione del Lucini fu quella che scrisse in onore del doge di Venezia Francesco Morosini, dove il Lucini esalta il ruolo nella Storia della Repubblica di Venezia che può vantare «tredici secoli d'illibata Libertà».
Giovanni Battista Lucini curò inoltre la traduzione in italiano del Trattato della Regalia (Tractatus de Regalia e Gallico latine redditus auctior, et emendatior), scritto dall'abbate Louis-Paul du Vaucel e pubblicato in Francia nel 1681. La traduzione di Lucini è conservata all'Archivio Ferretti presso l'Archivio di Stato di Ancona.
Nel 1690, il Lucini scrisse il libretto del dramma in tre atti Gli equivoci in amore ovvero La Rosaura musicato dal celebre compositore Alessandro Scarlatti. Il dramma musicale debuttò a Roma al Palazzo della Cancelleria nel dicembre del 1690, e fu pubblicato l'anno seguente.
Si attribuisce al Lucini anche la revisione, in occasione della sua rappresentazione romana avvenuta dal 9 al 19 febbraio 1692 al Teatro Capranica, di un altro dramma in tre atti, Amor vince lo sdegno ovvero L'Olimpia placata di Aurelio Aureli, che era andato in scena a Venezia dieci anni prima con musiche di Domenico Freschi (1682). In occasione della rappresentazione romana del 1692, il libretto venne nuovamente musicato da Francesco Gasparini su una versione precedente di Alessandro Scarlatti (1685) scritta per una rappresentazione napoletana.

## Opere

### Orazioni
- Oratio de Vienna ab arctissima Turcarum obsidione liberata sub augustissimo Leopoldo Caesare dicta a Ioanne Baptista Lucino nobili Anconitano in academia Humoristarum vrbis die tertia Octobris 1683, Perusiae: apud Costantinum, Perugia 1684
- Oratio dicta die tertia Octobris 1683. a Ioanne Baptista Lucino Anconitano in academia Humoristarum vrbis de Vienna, Florentiae: apud Haeredes Francisci Honuphrij, Firenze 1684
- Per l'esaltazione del serenissimo Francesco Morosini doge di Venezia orazione detta nel palazzo di San Marco adi 12. giugno 1688, in Roma da Gio. Battista Lucini dedicata alla serenissima Repubblica di Venezia, Editore Domenico Antonio Ercole, Roma 1688
- Oratio Carolo 5. Lotharingiae Duci dicta in Academia Humoristarum Vrbis a Ioanne Baptista Lucino patritio anconitano: ab Academicis Concordibus Rauennae, nunc primum typis mandata, Foroliuii: apud Iosephum Syluam impressorem episcopalem, Forlì (1670-1708?)

### Traduzioni
- Consolazione de' pusillanimi, raccolta dalla sagra scrittura, da santi ed antichi padri, dall'abate Lodovico Blosio ... tradotta dall'idioma latino nell'italiano da Giam-Batista Lucini. Con una breve regola per un novizzo di spirito - Editore Domenico Occhi all'Unione, Venezia 1734

### Libretti musicali
- Gli equivoci in amore, ovvero La Rosaura, drama per musica di Gio. Battista Lucini. Dedicato alle eccellentiss. sig. principesse D. Maria, D. Tarquinia, e D. Cornelia Otthoboni, Editore Gio. Francesco Buagni, Roma 1691
- Rosaura: opera in un prologo e tre atti [di] Giovanni Battista Lucini; musica di Alessandro Scarlatti; trascrizione e rielaborazione di Emilia Gubitosi, Curci, Milano 1969